# Beatrix Loughran
Beatrix Loughran (n. 30 iunie 1900, Mount Vernon⁠(d), New York, SUA – d. 7 decembrie 1975, Long Beach⁠(d), New York, SUA) a fost o patinatoare artistică ce a reprezentat Statele Unite ale Americii, medaliată olimpică. A participat la 3 ediții ale Jocurilor Olimpice (1924, 1928, 1932) în care a câștigat două medalii de argint și o medalie de bronz.